# Oláh Zoltán (grafikus)
Oláh Zoltán (Szőny, 1974 −) magyarországi cigány grafikus, festő, díszlet-, logó- és arculattervező.

## Életrajz
Oláh Zoltán 1974-ben született. A kreatív tevékenységekben korán kiemelkedő teljesítményt nyújt, lendületes természetességgel emeli felszínre a benne rejlő értékeket, sajátos látásmódja van, érzékenyen fogalmazza és jeleníti meg, főleg szürreális vízióit. Kitűnő térlátása és ábrázoló készsége, tervek, tanulmányok és találmányok megalkotására sarkalja, tervei közt többek közt az is szerepel, hogy feltaláló lesz. Általános iskolai tanulmányait befejezve, maximális pontszámmal, felvételt nyer a Képző és Iparművészeti Szakközép iskolába, itt az egyetemi szinten oktatott matematika és kémia, keresztülhúzza számításait. Oláh Zoltán, azok kevesek közé tartozik, aki a társművészetekben is könnyen megtalálja az esszenciát. 
A látványtervezés számtalan műfajt foglal magában (díszlet-, jelmez-, smink-, maszk-, makett-, szobrászat-, dekor-, mechanikai finomszerkezetek tervezése és kivitelezése-, logó-, arculattervezéssel, belsőépítészettel, és számítógépes grafika…), amivel Oláh bravúrosan lavíroz, nevét egyre többen megjegyzik. Főleg, színházakba látja el tervezői feladatait. Művei, a Cigány Ház közgyűjtemény, különböző művelődési intézetek, valamint magánszemélyek tulajdonát képezik. Számtalan megrendelése van, így megengedheti magának, hogy szabadúszóként éljen, sikerei mellett, befejezi megkezdett középiskolai tanulmányait a Belvárosi Tanoda Alapítvány gimnáziumban. Önálló kiállításai mellett vállal közös tárlatokon való részvételt, melyeken él más kifejező eszközökkel. A zene- és a színházi kultúra területén is megmutatkozott tehetsége, 2000 és 2007 közt a Maladype színház tagja. Általában, a róla megjelent kritika, karizmatikus személyiségének köszönthetően, a színpadon való erős jelenlétét hangsúlyozza. Korán felismerte az egyszerűsítés folyamatában rejlő lehetőségeket, csak kevesen jutnak el a művészetben erre a pontra, ami a művész érettségéről árulkodik. A kubizmus és a szürrealizmus egy felületen való találkozása, a klasszikus értelemben vett egyetemes művészet által követett szabályoktól eltérően, sajátosan ábrázol, fogalmaz. A két meghatározó stílus ötvözete, irányt ad neki, mély komplementer színeket alkalmaz, harmóniát teremt a felületen, nincsenek technikai akadályok előtte. Grafikusként, felvételt nyert a Képző és Iparművészeti szakközépiskolában, ahol érdeklődésének középpontjába, a festészet került. „Fontosnak tartom, hogy a művészetben való kiteljesedés érdekében, folyamatos fejlődésre van szüksége egy magát és a művészetet komolyan értékelni képes embernek. A közelmúltban, eltalált egy olyan filozófiai gondolat, miszerint a tudást csak megcsillogtatni érdemes, így a magamra való rácsodálkozás erőt kölcsönöz és inspirál, megkímélve magamat egy esetlegesen előforduló kiégéstől, a játék a lényeg.”

## A Cigány festészet című albumba beválogatott képei
- Belépés (olaj, farost, 68x106 cm, 1995)
- Halas portré (olaj, farost, 91x99 cm, 1996)
- Madaras portré (olaj, farost, 91x99 cm, 1996)
- Szaturnusz gyűrűje [I] (olaj, farost, 100x200 cm, 1997)
- Szaturnusz gyűrűje [II] (olaj, farost, 100x200 cm, 1997)
- Memento I. (olaj, farost, 42x50 cm, 2002)
- A körforgásból (olaj, farost, 154x68 cm, 2004)[1]
- Orgona hangja [részlet] (olaj, fa tábla, 54x108 cm, 2005)
- Csendélet I. (pasztellkréta, karton, 60x80 cm, 2007)
- Csendélet II. (pasztellkréta, karton, 60x80 cm, 2007)
- Metropolisz (olaj, akrill, farost, 180x230 cm, 2007)
- Tónusokon pihenő (akríll, farost, 70x100 cm, 2009)
- Arc III. (akrill, pasztellkréta, tus, karton, 50x50 cm, 2009)
- Triptichon II. (akrill, farost, 84x81 cm, 2009)
- Színplasztika I. (akrill, farost, 29x41 cm, 2009)
- Színplasztika II. (akrill, farost, 29x41 cm, 2009)
- Színplasztika III. (akrill, farost, 29x41 cm, 2009)
- Színplasztika IV. (akrill, farost, 29x41 cm, 2009)[2]

## Kiállításai (válogatás)
- 1995 • Nemzetközi Cigány Képzőművészeti kiállítás, Néprajzi Múzeum, Budapest
- 2000 • Roma képzőművészek III. Országos Kiállítása, Roma Művelődési Intézet, Budapest
- 2013 • Oláh Zoltán festőművész kiállítása, Szimpla Kávéház, VII. kerület, Budapest[3]